# 塔陽汗
太陽汗（？—1204年），又譯塔陽汗，“塔陽”源自漢語“大王”，原名台不花（聰明之意），乃蠻首領。是亦難赤必勒格汗之子。太陽汗原是大汗，後來弟弟不欲魯黑汗與之爭位，互相不和。成吉思汗與王汗進攻乃蠻時，他帶一些人逃亡圖瓦一帶，自別一部，稱北乃蠻。
克烈部亡後，乃蠻部收留了一切成吉思汗的敵人，太陽汗為免亡國，與汪古部聯絡欲合擊蒙古，但汪古部長阿剌忽失將乃蠻使者送交蒙古以通風報信。1204年，兩軍在鄂爾渾河的納忽崖作戰。乃蠻大敗，大將可克薛兀撒卜剌黑戰死，太陽汗也被殺。屈出律太子與蔑兒乞人首領脫黑脫阿逃亡不亦魯黑汗處。不亦魯黑汗也在1206年於索果克河（今科布多河上游）處遇害。乃蠻政權覆滅。

## 家族成員
- 父：亦難赤必勒格汗
- 妻：古兒別速
- 弟：不亦魯黑汗
- 子：屈出律

## 延伸阅读
[在维基数据编辑]
 《新元史/卷118》，出自柯劭忞《新元史》